# Basket Liga Kobiet 2020/2021
Energa Basket Liga Kobiet 2020/2021 – 89. edycja rozgrywek o tytuł mistrza Polski w koszykówce kobiet, organizowany przez Polski Związek Koszykówki. Triumfatorem rozgrywek została VBW Arka Gdynia.

## Sponsorzy
- Sponsor tytularny: Grupa Energa
- Sponsor oficjalny: Suzuki
- Sponsor: LOTOS
- Partner medyczny: emel-med, enel-sport
- Partnerzy: Aerowatch, EuroCup Women, Euroliga kobiet, Molten, SMJ Sport, TabliceTaktyczne.pl

## Logo
Basket Liga Kobiet w sezonie 2020/2021 posługiwała się odświeżonym logo Grupy Energa, swojego sponsora tytularnego.

## System rozgrywek
10 sierpnia 2020 roku Wydział Rozgrywek Departamentu Sportu Polskiego Związku Koszykówki ogłosił system oraz terminarz rozgrywek, które składają się z 2 etapów:
- Sezon zasadniczy: mecze odbywają się systemem kołowym. Kluby z miejsc 1-8 będą uczestniczyć w drugim etapie w rywalizacji o miejsca 1-8, kluby z miejsc 9-11 zakończą rywalizację w sezonie 2020/2021, natomiast ostatni klub w tabeli po sezonie zasadniczym spada do I ligi 2021/2022.
- Faza play-off: faza play-off odbędzie się w trzech etapach – ćwierćfinały, półfinały oraz rywalizacja o 3. miejsce i finał. Gospodarzem pierwszych dwóch meczów w danej rywalizacja jest klub, który zajął wyższe miejsce w tabeli sezonu zasadniczego.
  - Faza I (ćwierćfinały): mecze odbędą się w parach 1-8, 2-7, 3-6 oraz 4-5. Rywalizacja w parach będzie się toczyć do trzech zwycięstw.
  - Faza II (półfinały): mecze odbędą się w parach 1/8 – 4/5 oraz 2/7 – 3/6. Rywalizacja w parach będzie się toczyć do trzech zwycięstw. Zwycięzcy rywalizacji awansują do finału, natomiast przegrani będą grać w meczu o 3. miejsce.
  - Faza III:
    - o 3. miejsce: w rywalizacji zagrają kluby, które przegrały swoje rywalizacje w półfinale. Rywalizacja będzie się toczyć do dwóch zwycięstw. Zwycięzca rywalizacji zajmuje 3. miejsce w klasyfikacji końcowej.
    - Finał: w finale zagrają kluby, które wygrały swoje rywalizacje w półfinale. Rywalizacja będzie się toczyć do trzech zwycięstw. Zwycięzca rywalizacji uzyskuje tytuł mistrza Polski.

## Kluby
31 lipca 2020 roku w Warszawie decyzją Komisji Licencyjnej Polskiego Związku Koszykówki licencje na grę w rozgrywkach w sezonie 2020/2021 otrzymało 12 klubów:
- 1KS Ślęza Wrocław
- AZS Uniwersytet Gdański
- CCC Polkowice
- CTL Zagłębie Sosnowiec
- DGT AZS Politechnika Gdańska
- Enea AZS Poznań
- Energa Toruń
- FaleLokiKoki Rosmedia Basket-25 Bydgoszcz
- GTK Gdynia
- PolskaStrefaInwestycji Enea Gorzów Wielkopolski
- Pszczółka Polski-Cukier AZS-UMCS Lublin
- VBW Arka Gdynia

16 września 2020 roku władze AZS Uniwersytet Gdański z powodu problemów finansowych podjęły decyzję o wycofaniu się z rozgrywek w sezonie 2020/2021, w związku z czym żaden z pozostałych klubów zgłoszony do rozgrywek nie był zagrożony spadkiem do I ligi w sezonie 2021/2022.

## Sezon zasadniczy

### Tabela końcowa
awans do play-off
| Lp. | Drużyna                                         | M  | Mecze | Mecze | Punkty | Punkty | Punkty | Punkty   | Pkt |
| Lp. | Drużyna                                         | M  | W     | P     | +      | -      | +/-    | Stosunek | Pkt |
| --- | ----------------------------------------------- | -- | ----- | ----- | ------ | ------ | ------ | -------- | --- |
| 1.  | VBW Arka Gdynia                                 | 20 | 20    | 0     | 1838   | 1308   | +530   | 1.0000   | 40  |
| 2.  | CCC Polkowice                                   | 20 | 16    | 4     | 1687   | 1326   | +361   | 0.8000   | 36  |
| 3.  | PolskaStrefaInwestycji Enea Gorzów Wielkopolski | 20 | 14    | 6     | 1664   | 1442   | +222   | 0.7000   | 34  |
| 4.  | Pszczółka Polski-Cukier AZS-UMCS Lublin         | 20 | 13    | 7     | 1577   | 1456   | +121   | 0.6500   | 33  |
| 5.  | FaleLokiKoki Rosmedia Basket-25 Bydgoszcz       | 20 | 13    | 7     | 1497   | 1459   | +38    | 0.6500   | 33  |
| 6.  | Enea AZS Poznań                                 | 20 | 9     | 11    | 1434   | 1510   | -76    | 0.4500   | 29  |
| 7.  | DGT AZS Politechnika Gdańska                    | 20 | 8     | 12    | 1525   | 1573   | -48    | 0.4000   | 28  |
| 8.  | CTL Zagłębie Sosnowiec                          | 20 | 7     | 13    | 1619   | 1620   | -1     | 0.3500   | 27  |
| 9.  | 1KS Ślęza Wrocław                               | 20 | 5     | 15    | 1469   | 1496   | -27    | 0.2500   | 25  |
| 10. | Energa Toruń                                    | 20 | 5     | 15    | 1142   | 1703   | -561   | 0.2500   | 25  |
| 11. | GTK Gdynia                                      | 20 | 0     | 20    | 1156   | 1715   | -559   | 0.0000   | 20  |

### Wyniki
| Gospodarz/Gość                                  | WRO    | POL    | SOS    | GDA    | POZ   | TOR    | BYD    | GTK    | GWP    | LUB   | GDY    |
| ----------------------------------------------- | ------ | ------ | ------ | ------ | ----- | ------ | ------ | ------ | ------ | ----- | ------ |
| 1KS Ślęza Wrocław                               | —      | 70–81  | 84–88  | 67–68  | 84–79 | 84–59  | 71–82  | 79–57  | 63–85  | 72–78 | 60–78  |
| CCC Polkowice                                   | 89–51  | —      | 95–73  | 66–90  | 70–67 | 79–34  | 100–77 | 72–23  | 90–86  | 90–74 | 76–81  |
| CTL Zagłębie Sosnowiec                          | 79–76  | 76–93  | 91–64  | 88–69  | —     | 106–35 | 65–90  | 99–62  | 78–90  | 79–94 | 78–85  |
| DGT AZS Politechnika Gdańska                    | 80–73  | 57–89  | 94–81  | —      | 87–83 | 96–54  | 85–88  | 86–67  | 72–78  | 70–77 | 75–91  |
| Enea AZS Poznań                                 | 81–80  | 59–86  | 93–73  | 68–55  | —     | 82–64  | 55–73  | 76–58  | 56–62  | 87–72 | 69–93  |
| Energa Toruń                                    | 68–63  | 30–92  | 90–83  | 93–68  | 64–82 | —      | 63–85  | 70–61  | 67–112 | 65–74 | 52–106 |
| FaleLokiKoki Rosmedia Basket-25 Bydgoszcz       | 73–71  | 68–70  | 82–77  | 77–76  | 57–62 | 73–50  | —      | 80–61  | 77–68  | 87–77 | 64–68  |
| GTK Gdynia                                      | 59–109 | 39–102 | 46–77  | 67–98  | 60–79 | 52–55  | 76–86  | —      | 63–75  | 76–85 | 55–101 |
| PolskaStrefaInwestycji Enea Gorzów Wielkopolski | 72–63  | 92–73  | 100–89 | 80–73  | 99–67 | 118–32 | 75–68  | 93–66  | —      | 59–81 | 70–90  |
| Pszczółka Polski-Cukier AZS-UMCS Lublin         | 69–84  | 79–89  | 86–68  | 83–73  | 83–63 | 93–40  | 67–56  | 92–52  | 79–78  | —     | 56–83  |
| VBW Arka Gdynia                                 | 71–65  | 100–85 | 92–71  | 103–53 | 99–62 | 94–57  | 122–54 | 101–56 | 95–72  | 85–78 | —      |

### Statystyki po sezonie zasadniczym

#### Liderzy statystyk indywidualnych według średniej
| Kategoria                  | Zawodnik           | Klub                                            | Wynik  |
| -------------------------- | ------------------ | ----------------------------------------------- | ------ |
| Punkty                     | Sydney Wallace     | CTL Zagłębie Sosnowiec                          | 25,40  |
| Zbiórki                    | Laura Miškinienė   | VBW Arka Gdynia                                 | 12,30  |
| Asysty                     | Dominika Fiszer    | PolskaStrefaInwestycji Enea Gorzów Wielkopolski | 7,20   |
| Przechwyty                 | Sydney Wallace     | CTL Zagłębie Sosnowiec                          | 2,95   |
| Bloki                      | Dragana Stanković  | CCC Polkowice                                   | 1,92   |
| Straty                     | Alesia Sutton      | 1KS Ślęza Wrocław                               | 3,33   |
| Faule                      | Kateryna Rymarenko | DGT AZS Politechnika Gdańska                    | 3,26   |
| Czas gry                   | Alesia Sutton      | 1KS Ślęza Wrocław                               | 35:34  |
| Skuteczność z gry          | Laura Miškinienė   | VBW Arka Gdynia                                 | 71,70% |
| Skuteczność rzutów wolnych | Laura Miškinienė   | VBW Arka Gdynia                                 | 91,40% |
| Skuteczność za 3           | Julia Berezowska   | 1KS Ślęza Wrocław                               | 56,00% |
| Eval                       | Laura Miškinienė   | VBW Arka Gdynia                                 | 27,00  |

#### Rekordy
| Kategoria        | Zawodnik          | Klub                                            | Wynik |
| ---------------- | ----------------- | ----------------------------------------------- | ----- |
| Punkty           | Sydney Wallace    | CTL Zagłębie Sosnowiec                          | 39    |
| Zbiórki          | Cierra Burdick    | FaleLokiKoki Rosmedia Basket-25 Bydgoszcz       | 18    |
| Asysty           | Julia Niemojewska | GTK Gdynia                                      | 15    |
| Przechwyty       | Sydney Wallace    | CTL Zagłębie Sosnowiec                          | 8     |
| Bloki            | Megan Gustafson   | PolskaStrefaInwestycji Enea Gorzów Wielkopolski | 6     |
| Celne rzuty za 3 | Julia Berezowska  | 1KS Ślęza Wrocław                               | 8     |

#### Liderzy statystyk drużynowych według średniej
| Kategoria                    | Klub                                            | Wynik  |
| ---------------------------- | ----------------------------------------------- | ------ |
| Punkty                       | VBW Arka Gdynia                                 | 91,90  |
| Zbiórki                      | VBW Arka Gdynia                                 | 42,60  |
| Asysty                       | VBW Arka Gdynia                                 | 25,90  |
| Przechwyty                   | CCC Polkowice                                   | 10,45  |
| Bloki                        | CCC Polkowice                                   | 3,60   |
| Straty                       | Energa Toruń                                    | 18,80  |
| Skuteczność z gry            | PolskaStrefaInwestycji Enea Gorzów Wielkopolski | 50,00% |
| Skuteczność z rzutów wolnych | VBW Arka Gdynia                                 | 80,60% |
| Skuteczność za 3             | VBW Arka Gdynia                                 | 38,40% |

## Faza play-off
|  |             |                                                 |             |                                                 |   |          |                 |          |  |  |       |       |       |
|  | Ćwierćfinał | Ćwierćfinał                                     | Ćwierćfinał |                                                 |   | Półfinał | Półfinał        | Półfinał |  |  | Finał | Finał | Finał |
|  | Ćwierćfinał | Ćwierćfinał                                     | Ćwierćfinał |                                                 |   | Półfinał | Półfinał        | Półfinał |  |  | Finał | Finał | Finał |
|  |             |                                                 |             |                                                 |   |          |                 |          |  |  |       |       |       |
|  |             |                                                 |             |                                                 |   |          |                 |          |  |  |       |       |       |
|  | 1           | VBW Arka Gdynia                                 | 3           |                                                 |   |          |                 |          |  |  |       |       |       |
|  | 1           | VBW Arka Gdynia                                 | 3           |                                                 |   |          |                 |          |  |  |       |       |       |
|  | 8           | CTL Zagłębie Sosnowiec                          | 0           |                                                 |   |          |                 |          |  |  |       |       |       |
|  | 8           | CTL Zagłębie Sosnowiec                          | 0           |                                                 |   | 1        | VBW Arka Gdynia | 3        |  |  |       |       |       |
|  |             |                                                 |             |                                                 |   | 1        | VBW Arka Gdynia | 3        |  |  |       |       |       |
|  |             |                                                 | 5           | FaleLokiKoki Rosmedia Basket-25 Bydgoszcz       | 0 |          |                 |          |  |  |       |       |       |
|  | 4           | Pszczółka Polski-Cukier AZS-UMCS Lublin         | 5           | FaleLokiKoki Rosmedia Basket-25 Bydgoszcz       | 0 | 2        |                 |          |  |  |       |       |       |
|  | 4           | Pszczółka Polski-Cukier AZS-UMCS Lublin         |             |                                                 |   |          |                 |          |  |  |       |       |       |
|  | 5           | FaleLokiKoki Rosmedia Basket-25 Bydgoszcz       | 3           |                                                 |   |          |                 |          |  |  |       |       |       |
|  | 5           | FaleLokiKoki Rosmedia Basket-25 Bydgoszcz       | 3           |                                                 |   | 1        | VBW Arka Gdynia | 3        |  |  |       |       |       |
|  |             |                                                 |             |                                                 |   |          |                 |          |  |  |       |       |       |
|  |             |                                                 | 2           | CCC Polkowice                                   | 1 |          |                 |          |  |  |       |       |       |
|  | 2           | CCC Polkowice                                   | 2           | CCC Polkowice                                   | 1 | 3        |                 |          |  |  |       |       |       |
|  | 2           | CCC Polkowice                                   |             |                                                 |   |          |                 |          |  |  |       |       |       |
|  | 7           | DGT AZS Politechnika Gdańska                    | 0           |                                                 |   |          |                 |          |  |  |       |       |       |
|  | 7           | DGT AZS Politechnika Gdańska                    | 0           |                                                 |   | 2        | CCC Polkowice   | 3        |  |  |       |       |       |
|  |             |                                                 |             |                                                 |   | 2        | CCC Polkowice   | 3        |  |  |       |       |       |
|  |             |                                                 | 3           | PolskaStrefaInwestycji Enea Gorzów Wielkopolski | 1 |          |                 |          |  |  |       |       |       |
|  | 3           | PolskaStrefaInwestycji Enea Gorzów Wielkopolski | 3           | PolskaStrefaInwestycji Enea Gorzów Wielkopolski | 1 | 3        |                 |          |  |  |       |       |       |
|  | 3           | PolskaStrefaInwestycji Enea Gorzów Wielkopolski |             |                                                 |   |          |                 |          |  |  |       |       |       |
|  | 6           | Enea AZS Poznań                                 | 0           |                                                 |   |          |                 |          |  |  |       |       |       |
|  | 6           | Enea AZS Poznań                                 | 0           |                                                 |   |          |                 |          |  |  |       |       |       |

### Ćwierćfinały
| 13 marca 2021 17:00 | Raport | VBW Arka Gdynia 112 – 82 CTL Zagłębie Sosnowiec     | VBW Arka Gdynia 112 – 82 CTL Zagłębie Sosnowiec | VBW Arka Gdynia 112 – 82 CTL Zagłębie Sosnowiec |  | Gdynia Arena, Gdynia Sędziowie: Łukasz Jankowski, Marcin Koralewski, Cezary Nowicki |
| 13 marca 2021 17:00 | Raport | Rezultaty w kwartach: 31–16, 30–16, 27–21, 24–29    |                                                 |                                                 |  | Gdynia Arena, Gdynia Sędziowie: Łukasz Jankowski, Marcin Koralewski, Cezary Nowicki |
| 13 marca 2021 17:00 | Raport | Pkt: Kastanek 19 Zb: Miškinienė 10 As: Balintova 14 |                                                 | Pkt: Wallace 17 Zb: Jarosz 13 As: January 7     |  | Gdynia Arena, Gdynia Sędziowie: Łukasz Jankowski, Marcin Koralewski, Cezary Nowicki |

| 14 marca 2021 17:00 | Raport | VBW Arka Gdynia 92 – 58 CTL Zagłębie Sosnowiec  | VBW Arka Gdynia 92 – 58 CTL Zagłębie Sosnowiec | VBW Arka Gdynia 92 – 58 CTL Zagłębie Sosnowiec |  | Gdynia Arena, Gdynia Sędziowie: Mariusz Nawrocki, Karol Nowak, Maciej Dębowski |
| 14 marca 2021 17:00 | Raport | Rezultaty w kwartach: 21–14, 31–18, 22–18, 18–8 |                                                |                                                |  | Gdynia Arena, Gdynia Sędziowie: Mariusz Nawrocki, Karol Nowak, Maciej Dębowski |
| 14 marca 2021 17:00 | Raport | Pkt: Spanu 21 Zb: Spanu 12 As: Balintova 8      |                                                | Pkt: Jarosz 18 Zb: Jarosz 13 As: Jasnowska 4   |  | Gdynia Arena, Gdynia Sędziowie: Mariusz Nawrocki, Karol Nowak, Maciej Dębowski |

| 20 marca 2021 16:00 | Raport | CTL Zagłębie Sosnowiec 60 – 100 VBW Arka Gdynia  | CTL Zagłębie Sosnowiec 60 – 100 VBW Arka Gdynia | CTL Zagłębie Sosnowiec 60 – 100 VBW Arka Gdynia    |  | Arena Sosnowiec, Sosnowiec Sędziowie: Sławomir Moszakowski, Grzegorz Czajka, Tomasz Langowski |
| 20 marca 2021 16:00 | Raport | Rezultaty w kwartach: 13–22, 25–17, 12–27, 10–34 |                                                 |                                                    |  | Arena Sosnowiec, Sosnowiec Sędziowie: Sławomir Moszakowski, Grzegorz Czajka, Tomasz Langowski |
| 20 marca 2021 16:00 | Raport | Pkt: Jarosz 15 Zb: Jarosz 8 As: January 9        |                                                 | Pkt: Kastanek 22 Zb: Miškinienė 18 As: Balintova 9 |  | Arena Sosnowiec, Sosnowiec Sędziowie: Sławomir Moszakowski, Grzegorz Czajka, Tomasz Langowski |
| 20 marca 2021 16:00 | Raport | VBW Arka Gdynia wygrywa serię 3–0                |                                                 |                                                    |  | Arena Sosnowiec, Sosnowiec Sędziowie: Sławomir Moszakowski, Grzegorz Czajka, Tomasz Langowski |

| 13 marca 2021 18:00 | Raport | Polski-Cukier AZS-UMCS Lublin 73 – 76 FaleLokiKoki Rosmedia Basket-25 Bydgoszcz | Polski-Cukier AZS-UMCS Lublin 73 – 76 FaleLokiKoki Rosmedia Basket-25 Bydgoszcz | Polski-Cukier AZS-UMCS Lublin 73 – 76 FaleLokiKoki Rosmedia Basket-25 Bydgoszcz |  | Hala MOSiR, Lublin Sędziowie: Wojciech Liszka, Robert Mordal, Michał Kuzia |
| 13 marca 2021 18:00 | Raport | Rezultaty w kwartach: 20–15, 16–19, 20–15, 17–27                                |                                                                                 |                                                                                 |  | Hala MOSiR, Lublin Sędziowie: Wojciech Liszka, Robert Mordal, Michał Kuzia |
| 13 marca 2021 18:00 | Raport | Pkt: Fassina 18 Zb: Pavel 9 As: Ilaria Milazzo 6                                |                                                                                 | Pkt: Burdick 18 Zb: Burdick 20 As: Burdick, McBride po 6                        |  | Hala MOSiR, Lublin Sędziowie: Wojciech Liszka, Robert Mordal, Michał Kuzia |

| 14 marca 2021 18:00 | Raport | Polski-Cukier AZS-UMCS Lublin 62 – 59 FaleLokiKoki Rosmedia Basket-25 Bydgoszcz | Polski-Cukier AZS-UMCS Lublin 62 – 59 FaleLokiKoki Rosmedia Basket-25 Bydgoszcz | Polski-Cukier AZS-UMCS Lublin 62 – 59 FaleLokiKoki Rosmedia Basket-25 Bydgoszcz |  | Hala MOSiR, Lublin Sędziowie: Adam Wierzman, Bartosz Puzoń, Mateusz Skorek |
| 14 marca 2021 18:00 | Raport | Rezultaty w kwartach: 20–12, 12–22, 19–11, 11–14                                |                                                                                 |                                                                                 |  | Hala MOSiR, Lublin Sędziowie: Adam Wierzman, Bartosz Puzoń, Mateusz Skorek |
| 14 marca 2021 18:00 | Raport | Pkt: O'Neill 16 Zb: Bertsch 9 As: Ilaria Milazzo 6                              |                                                                                 | Pkt: Burdick 16 Zb: Burdick 7 As: McBride 5                                     |  | Hala MOSiR, Lublin Sędziowie: Adam Wierzman, Bartosz Puzoń, Mateusz Skorek |

| 20 marca 2021 14:00 | Raport | FaleLokiKoki Rosmedia Basket-25 Bydgoszcz 72 – 62 Polski-Cukier AZS-UMCS Lublin | FaleLokiKoki Rosmedia Basket-25 Bydgoszcz 72 – 62 Polski-Cukier AZS-UMCS Lublin | FaleLokiKoki Rosmedia Basket-25 Bydgoszcz 72 – 62 Polski-Cukier AZS-UMCS Lublin |  | Artego Arena, Bydgoszcz Sędziowie: Dariusz Zapolski, Marcin Koralewski, Karina Kamińska |
| 20 marca 2021 14:00 | Raport | Rezultaty w kwartach: 26–14, 15–10, 13–14, 18–24                                |                                                                                 |                                                                                 |  | Artego Arena, Bydgoszcz Sędziowie: Dariusz Zapolski, Marcin Koralewski, Karina Kamińska |
| 20 marca 2021 14:00 | Raport | Pkt: Burdick 21 Zb: Boonstra 8 As: McBride 7                                    |                                                                                 | Pkt: Milazzo 10 Zb: Milazzo 5 As: Fassina, Milazzo po 3                         |  | Artego Arena, Bydgoszcz Sędziowie: Dariusz Zapolski, Marcin Koralewski, Karina Kamińska |

| 21 marca 2021 19:00 | Raport | FaleLokiKoki Rosmedia Basket-25 Bydgoszcz 71 – 74 Polski-Cukier AZS-UMCS Lublin | FaleLokiKoki Rosmedia Basket-25 Bydgoszcz 71 – 74 Polski-Cukier AZS-UMCS Lublin | FaleLokiKoki Rosmedia Basket-25 Bydgoszcz 71 – 74 Polski-Cukier AZS-UMCS Lublin |  | Artego Arena, Bydgoszcz Sędziowie: Paulina Gajdosz, Łukasz Andrzejewski, Tomasz Szczurewski |
| 21 marca 2021 19:00 | Raport | Rezultaty w kwartach: 21–15, 16–25, 15–11, 19–23                                |                                                                                 |                                                                                 |  | Artego Arena, Bydgoszcz Sędziowie: Paulina Gajdosz, Łukasz Andrzejewski, Tomasz Szczurewski |
| 21 marca 2021 19:00 | Raport | Pkt: Bertsch 20 Zb: Bertsch 7 As: Evans, Międzik po 4                           |                                                                                 | Pkt: Evans 18 Zb: Burdick 14 As: Milazzo 4                                      |  | Artego Arena, Bydgoszcz Sędziowie: Paulina Gajdosz, Łukasz Andrzejewski, Tomasz Szczurewski |

| 24 marca 2021 18:00 | Raport | Polski-Cukier AZS-UMCS Lublin 56 – 57 FaleLokiKoki Rosmedia Basket-25 Bydgoszcz | Polski-Cukier AZS-UMCS Lublin 56 – 57 FaleLokiKoki Rosmedia Basket-25 Bydgoszcz | Polski-Cukier AZS-UMCS Lublin 56 – 57 FaleLokiKoki Rosmedia Basket-25 Bydgoszcz |  | Hala MOSiR, Lublin Sędziowie: Łukasz Jankowski, Michał Chrakowiecki, Tomasz Trybalski |
| 24 marca 2021 18:00 | Raport | Rezultaty w kwartach: 18–13, 18–13, 12–19, 8–12                                 |                                                                                 |                                                                                 |  | Hala MOSiR, Lublin Sędziowie: Łukasz Jankowski, Michał Chrakowiecki, Tomasz Trybalski |
| 24 marca 2021 18:00 | Raport | Pkt: Bertsch 20 Zb: Bertsch 7 As: Ilaria Milazzo, Fassina po 4                  |                                                                                 | Pkt: McBride, Stankiewicz po 14 Zb: Burdick 15 As: McBride 7                    |  | Hala MOSiR, Lublin Sędziowie: Łukasz Jankowski, Michał Chrakowiecki, Tomasz Trybalski |
| 24 marca 2021 18:00 | Raport | FaleLokiKoki Rosmedia Basket-25 Bydgoszcz wygrywa serię 3–2                     |                                                                                 |                                                                                 |  | Hala MOSiR, Lublin Sędziowie: Łukasz Jankowski, Michał Chrakowiecki, Tomasz Trybalski |

| 13 marca 2021 19:00 | Raport | CCC Polkowice 86 – 72 DGT AZS Politechnika Gdańska | CCC Polkowice 86 – 72 DGT AZS Politechnika Gdańska | CCC Polkowice 86 – 72 DGT AZS Politechnika Gdańska   |  | Hala Sportowa, Polkowice Sędziowie: Tomasz Trojanowski, Dariusz Lenczowski, Tomasz Tybor |
| 13 marca 2021 19:00 | Raport | Rezultaty w kwartach: 21–17, 20–25, 25–17, 20–13   |                                                    |                                                      |  | Hala Sportowa, Polkowice Sędziowie: Tomasz Trojanowski, Dariusz Lenczowski, Tomasz Tybor |
| 13 marca 2021 19:00 | Raport | Pkt: Stanković 17 Zb: Stanković 12 As: Gajda 10    |                                                    | Pkt: Davis 22 Zb: Hamblin 9 As: Šćekić, Bujniak po 5 |  | Hala Sportowa, Polkowice Sędziowie: Tomasz Trojanowski, Dariusz Lenczowski, Tomasz Tybor |

| 14 marca 2021 19:00 | Raport | CCC Polkowice 89 – 71 DGT AZS Politechnika Gdańska       | CCC Polkowice 89 – 71 DGT AZS Politechnika Gdańska | CCC Polkowice 89 – 71 DGT AZS Politechnika Gdańska |  | Hala Sportowa, Polkowice Sędziowie: Karina Pełka, Paulina Gajdosz, Bogna Podkowińska |
| 14 marca 2021 19:00 | Raport | Rezultaty w kwartach: 23–19, 16–19, 25–10, 25–23         |                                                    |                                                    |  | Hala Sportowa, Polkowice Sędziowie: Karina Pełka, Paulina Gajdosz, Bogna Podkowińska |
| 14 marca 2021 19:00 | Raport | Pkt: Hampton 15 Zb: Stanković, Telenga po 8 As: Gajda 17 |                                                    | Pkt: Davis 20 Zb: Hamblin 13 As: Zmierczak 4       |  | Hala Sportowa, Polkowice Sędziowie: Karina Pełka, Paulina Gajdosz, Bogna Podkowińska |

| 20 marca 2021 18:30 | Raport | DGT AZS Politechnika Gdańska 60 – 70 CCC Polkowice | DGT AZS Politechnika Gdańska 60 – 70 CCC Polkowice | DGT AZS Politechnika Gdańska 60 – 70 CCC Polkowice |  | Hala Politechniki Gdańskiej, Gdańsk Sędziowie: Michał Chrakowiecki, Łukasz Jankowski, Maciej Krupiński |
| 20 marca 2021 18:30 | Raport | Rezultaty w kwartach: 24–16, 13–9, 15–18, 8–27     |                                                    |                                                    |  | Hala Politechniki Gdańskiej, Gdańsk Sędziowie: Michał Chrakowiecki, Łukasz Jankowski, Maciej Krupiński |
| 20 marca 2021 18:30 | Raport | Pkt: Davis 24 Zb: Bujniak 7 As: Bujniak 5          |                                                    | Pkt: Gertchen 20 Zb: Stanković 12 As: Stanković 10 |  | Hala Politechniki Gdańskiej, Gdańsk Sędziowie: Michał Chrakowiecki, Łukasz Jankowski, Maciej Krupiński |
| 20 marca 2021 18:30 | Raport | CCC Polkowice wygrywa serię 3–0                    |                                                    |                                                    |  | Hala Politechniki Gdańskiej, Gdańsk Sędziowie: Michał Chrakowiecki, Łukasz Jankowski, Maciej Krupiński |

| 12 marca 2021 18:00 | Raport | PolskaStrefaInwestycji Enea Gorzów Wielkopolski 95 – 77 Enea AZS Poznań | PolskaStrefaInwestycji Enea Gorzów Wielkopolski 95 – 77 Enea AZS Poznań | PolskaStrefaInwestycji Enea Gorzów Wielkopolski 95 – 77 Enea AZS Poznań |  | Hala AJP, Gorzów Wielkopolski Sędziowie: Michał Chrakowiecki, Ewa Matuszewska, Karina Kamińska |
| 12 marca 2021 18:00 | Raport | Rezultaty w kwartach: 26–18, 21–24, 22–17, 26–18                        |                                                                         |                                                                         |  | Hala AJP, Gorzów Wielkopolski Sędziowie: Michał Chrakowiecki, Ewa Matuszewska, Karina Kamińska |
| 12 marca 2021 18:00 | Raport | Pkt: Gustafson 37 Zb: Kaczmarczyk 14 As: Fiszer 7                       |                                                                         | Pkt: Popović 20 Zb: Marciniak 10 As: Brown 7                            |  | Hala AJP, Gorzów Wielkopolski Sędziowie: Michał Chrakowiecki, Ewa Matuszewska, Karina Kamińska |

| 13 marca 2021 18:00 | Raport | PolskaStrefaInwestycji Enea Gorzów Wielkopolski 92 – 71 Enea AZS Poznań            | PolskaStrefaInwestycji Enea Gorzów Wielkopolski 92 – 71 Enea AZS Poznań | PolskaStrefaInwestycji Enea Gorzów Wielkopolski 92 – 71 Enea AZS Poznań |  | Hala AJP, Gorzów Wielkopolski Sędziowie: Paweł Białas, Damian Ottenburger, Jakub Pietrzak |
| 13 marca 2021 18:00 | Raport | Rezultaty w kwartach: 27–12, 25–26, 22–19, 18–14                                   |                                                                         |                                                                         |  | Hala AJP, Gorzów Wielkopolski Sędziowie: Paweł Białas, Damian Ottenburger, Jakub Pietrzak |
| 13 marca 2021 18:00 | Raport | Pkt: Hristova, Walker-Kimbrough po 20 Zb: Gustafson, Kaczmarczyk po 9 As: Fiszer 5 |                                                                         | Pkt: Popović 18 Zb: Banaszak 5 As: Popović 3                            |  | Hala AJP, Gorzów Wielkopolski Sędziowie: Paweł Białas, Damian Ottenburger, Jakub Pietrzak |

| 22 marca 2021 17:00 | Raport | Enea AZS Poznań 65 – 80 PolskaStrefaInwestycji Enea Gorzów Wielkopolski | Enea AZS Poznań 65 – 80 PolskaStrefaInwestycji Enea Gorzów Wielkopolski | Enea AZS Poznań 65 – 80 PolskaStrefaInwestycji Enea Gorzów Wielkopolski |  | Centrum Sportu Politechniki Poznańskiej, Poznań Sędziowie: Arnauld Kom Njilo, Tomasz Tomaszewski, Mateusz Skorek |
| 22 marca 2021 17:00 | Raport | Rezultaty w kwartach: 19–26, 24–22, 12–22, 10–10                        |                                                                         |                                                                         |  | Centrum Sportu Politechniki Poznańskiej, Poznań Sędziowie: Arnauld Kom Njilo, Tomasz Tomaszewski, Mateusz Skorek |
| 22 marca 2021 17:00 | Raport | Pkt: Brown 19 Zb: Brown 6 As: Brown 4                                   |                                                                         | Pkt: Walker-Kimbrough 21 Zb: Gustafson, Kaczmarczyk po 9 As: Fiszer 4   |  | Centrum Sportu Politechniki Poznańskiej, Poznań Sędziowie: Arnauld Kom Njilo, Tomasz Tomaszewski, Mateusz Skorek |
| 22 marca 2021 17:00 | Raport | PolskaStrefaInwestycji Enea Gorzów Wielkopolski wygrywa serię 3–0       |                                                                         |                                                                         |  | Centrum Sportu Politechniki Poznańskiej, Poznań Sędziowie: Arnauld Kom Njilo, Tomasz Tomaszewski, Mateusz Skorek |

### Półfinały
| 27 marca 2021 17:00 | Raport | VBW Arka Gdynia 62 – 48 FaleLokiKoki Rosmedia Basket-25 Bydgoszcz | VBW Arka Gdynia 62 – 48 FaleLokiKoki Rosmedia Basket-25 Bydgoszcz | VBW Arka Gdynia 62 – 48 FaleLokiKoki Rosmedia Basket-25 Bydgoszcz |  | Gdynia Arena, Gdynia Sędziowie: Dariusz Zapolski, Arnauld Kom Njilo, Marcin Bieńkowski |
| 27 marca 2021 17:00 | Raport | Rezultaty w kwartach: 14–14, 13–13, 16–10, 19–11                  |                                                                   |                                                                   |  | Gdynia Arena, Gdynia Sędziowie: Dariusz Zapolski, Arnauld Kom Njilo, Marcin Bieńkowski |
| 27 marca 2021 17:00 | Raport | Pkt: Balintova 25 Zb: Greinacher 11 As: Slamova 5                 |                                                                   | Pkt: Evans 19 Zb: Burdick 13 As: McBride 6                        |  | Gdynia Arena, Gdynia Sędziowie: Dariusz Zapolski, Arnauld Kom Njilo, Marcin Bieńkowski |

| 28 marca 2021 17:00 | Raport | VBW Arka Gdynia 65 – 60 FaleLokiKoki Rosmedia Basket-25 Bydgoszcz | VBW Arka Gdynia 65 – 60 FaleLokiKoki Rosmedia Basket-25 Bydgoszcz | VBW Arka Gdynia 65 – 60 FaleLokiKoki Rosmedia Basket-25 Bydgoszcz |  | Gdynia Arena, Gdynia Sędziowie: Michał Proc, Marcin Koralewski, Cezary Nowicki |
| 28 marca 2021 17:00 | Raport | Rezultaty w kwartach: 20–12, 17–19, 14–13, 14–16                  |                                                                   |                                                                   |  | Gdynia Arena, Gdynia Sędziowie: Michał Proc, Marcin Koralewski, Cezary Nowicki |
| 28 marca 2021 17:00 | Raport | Pkt: Slamova 16 Zb: Miškinienė 11 As: Balintova 5                 |                                                                   | Pkt: Evans 25 Zb: McBride 10 As: McBride 7                        |  | Gdynia Arena, Gdynia Sędziowie: Michał Proc, Marcin Koralewski, Cezary Nowicki |

| 31 marca 2021 18:00 | Raport | FaleLokiKoki Rosmedia Basket-25 Bydgoszcz 60 – 90 VBW Arka Gdynia | FaleLokiKoki Rosmedia Basket-25 Bydgoszcz 60 – 90 VBW Arka Gdynia | FaleLokiKoki Rosmedia Basket-25 Bydgoszcz 60 – 90 VBW Arka Gdynia |  | Artego Arena, Bydgoszcz Sędziowie: Michał Sosin, Tomasz Tomaszewski, Maciej Krupiński |
| 31 marca 2021 18:00 | Raport | Rezultaty w kwartach: 21–21, 7–24, 19–24, 13–21                   |                                                                   |                                                                   |  | Artego Arena, Bydgoszcz Sędziowie: Michał Sosin, Tomasz Tomaszewski, Maciej Krupiński |
| 31 marca 2021 18:00 | Raport | Pkt: Evans 14 Zb: Burdick 10 As: Stankiewicz 5                    |                                                                   | Pkt: Miškinienė 18 Zb: Greinacher 8 As: Podgórna, Spanu 5         |  | Artego Arena, Bydgoszcz Sędziowie: Michał Sosin, Tomasz Tomaszewski, Maciej Krupiński |
| 31 marca 2021 18:00 | Raport | VBW Arka Gdynia wygrywa serię 3–0                                 |                                                                   |                                                                   |  | Artego Arena, Bydgoszcz Sędziowie: Michał Sosin, Tomasz Tomaszewski, Maciej Krupiński |

| 27 marca 2021 19:00 | Raport | CCC Polkowice 76 – 60 PolskaStrefaInwestycji Enea Gorzów Wielkopolski | CCC Polkowice 76 – 60 PolskaStrefaInwestycji Enea Gorzów Wielkopolski | CCC Polkowice 76 – 60 PolskaStrefaInwestycji Enea Gorzów Wielkopolski |  | Hala Sportowa, Polkowice Sędziowie: Michał Chrakowiecki, Ewa Matuszewska, Karina Kamińska |
| 27 marca 2021 19:00 | Raport | Rezultaty w kwartach: 17–19, 27–15, 10–6, 22–20                       |                                                                       |                                                                       |  | Hala Sportowa, Polkowice Sędziowie: Michał Chrakowiecki, Ewa Matuszewska, Karina Kamińska |
| 27 marca 2021 19:00 | Raport | Pkt: Ellenberg-Wiley 23 Zb: Stanković 11 As: Ellenberg-Wiley 6        |                                                                       | Pkt: Hristova 15 Zb: Gustafson 11 As: Hristova 6                      |  | Hala Sportowa, Polkowice Sędziowie: Michał Chrakowiecki, Ewa Matuszewska, Karina Kamińska |

| 28 marca 2021 19:00 | Raport | CCC Polkowice 96 – 72 PolskaStrefaInwestycji Enea Gorzów Wielkopolski | CCC Polkowice 96 – 72 PolskaStrefaInwestycji Enea Gorzów Wielkopolski | CCC Polkowice 96 – 72 PolskaStrefaInwestycji Enea Gorzów Wielkopolski |  | Hala Sportowa, Polkowice Sędziowie: Karina Pełka, Bartosz Puzoń, Mateusz Skorek |
| 28 marca 2021 19:00 | Raport | Rezultaty w kwartach: 23–20, 18–13, 28–24, 27–15                      |                                                                       |                                                                       |  | Hala Sportowa, Polkowice Sędziowie: Karina Pełka, Bartosz Puzoń, Mateusz Skorek |
| 28 marca 2021 19:00 | Raport | Pkt: Hampton 23 Zb: Stanković 10 As: Gajda 7                          |                                                                       | Pkt: Walker-Kimbrough 17 Zb: Green 10 As: Fiszer 8                    |  | Hala Sportowa, Polkowice Sędziowie: Karina Pełka, Bartosz Puzoń, Mateusz Skorek |

| 31 marca 2021 18:00 | Raport | PolskaStrefaInwestycji Enea Gorzów Wielkopolski 91 – 82 CCC Polkowice | PolskaStrefaInwestycji Enea Gorzów Wielkopolski 91 – 82 CCC Polkowice | PolskaStrefaInwestycji Enea Gorzów Wielkopolski 91 – 82 CCC Polkowice |  | Hala AJP, Gorzów Wielkopolski Sędziowie: Łukasz Jankowski, Tomasz Trojanowski, Michał Kuzia |
| 31 marca 2021 18:00 | Raport | Rezultaty w kwartach: 22–20, 23–25, 26–19, 20–18                      |                                                                       |                                                                       |  | Hala AJP, Gorzów Wielkopolski Sędziowie: Łukasz Jankowski, Tomasz Trojanowski, Michał Kuzia |
| 31 marca 2021 18:00 | Raport | Pkt: Walker-Kimbrough 25 Zb: Gustafson 16 As: Fiszer 8                |                                                                       | Pkt: Ellenberg-Wiley 25 Zb: Hampton 8 As: Ellenberg-Wiley 7           |  | Hala AJP, Gorzów Wielkopolski Sędziowie: Łukasz Jankowski, Tomasz Trojanowski, Michał Kuzia |

| 1 kwietnia 2021 18:00 | Raport | PolskaStrefaInwestycji Enea Gorzów Wielkopolski 60 – 88 CCC Polkowice | PolskaStrefaInwestycji Enea Gorzów Wielkopolski 60 – 88 CCC Polkowice | PolskaStrefaInwestycji Enea Gorzów Wielkopolski 60 – 88 CCC Polkowice |  | Hala AJP, Gorzów Wielkopolski Sędziowie: Dariusz Zapolski, Paweł Białas, Jakub Pietrzak |
| 1 kwietnia 2021 18:00 | Raport | Rezultaty w kwartach: 14–27, 12–29, 15–13, 19–19                      |                                                                       |                                                                       |  | Hala AJP, Gorzów Wielkopolski Sędziowie: Dariusz Zapolski, Paweł Białas, Jakub Pietrzak |
| 1 kwietnia 2021 18:00 | Raport | Pkt: Gustafson 26 Zb: Dźwigalska, Gustafson po 6 As: Gustafson 5      |                                                                       | Pkt: Ellenberg-Wiley 23 Zb: Stanković 10 As: Gajda 12                 |  | Hala AJP, Gorzów Wielkopolski Sędziowie: Dariusz Zapolski, Paweł Białas, Jakub Pietrzak |
| 1 kwietnia 2021 18:00 | Raport | CCC Polkowice wygrywa serię 3–1                                       |                                                                       |                                                                       |  | Hala AJP, Gorzów Wielkopolski Sędziowie: Dariusz Zapolski, Paweł Białas, Jakub Pietrzak |

### O 3. miejsce
Z powodu zakażeń COVID-19 nie rozegrano rywalizacji o 3. miejsce. Decyzją Prezydium Zarządu Polskiego Związku Koszykówki, FaleLokiKoki Rosmedia Basket-25 Bydgoszcz i PolskaStrefaInwestycji Enea Gorzów Wielkopolski zostały sklasyfikowane ex aequo na 3. miejscu i otrzymały one brązowe medale mistrzostw Polski.

### Finał
| 10 kwietnia 2021 17:00 | Raport | VBW Arka Gdynia 69 – 67 CCC Polkowice            | VBW Arka Gdynia 69 – 67 CCC Polkowice | VBW Arka Gdynia 69 – 67 CCC Polkowice                 |  | Gdynia Arena, Gdynia Sędziowie: Paulina Gajdosz, Łukasz Andrzejewski, Karina Kamińska |
| 10 kwietnia 2021 17:00 | Raport | Rezultaty w kwartach: 24–18, 11–16, 16–19, 18–14 |                                       |                                                       |  | Gdynia Arena, Gdynia Sędziowie: Paulina Gajdosz, Łukasz Andrzejewski, Karina Kamińska |
| 10 kwietnia 2021 17:00 | Raport | Pkt: Kunek 20 Zb: Balintova 7 As: Balintova 10   |                                       | Pkt: Ellenberg-Wiley 23 Zb: Telenga 8 As: Stanković 6 |  | Gdynia Arena, Gdynia Sędziowie: Paulina Gajdosz, Łukasz Andrzejewski, Karina Kamińska |

| 11 kwietnia 2021 17:00 | Raport | VBW Arka Gdynia 71 – 65 CCC Polkowice                    | VBW Arka Gdynia 71 – 65 CCC Polkowice | VBW Arka Gdynia 71 – 65 CCC Polkowice            |  | Gdynia Arena, Gdynia Sędziowie: Michał Proc, Arnauld Kom Njilo, Tomasz Trojanowski |
| 11 kwietnia 2021 17:00 | Raport | Rezultaty w kwartach: 21–15, 17–21, 16–15, 17–15         |                                       |                                                  |  | Gdynia Arena, Gdynia Sędziowie: Michał Proc, Arnauld Kom Njilo, Tomasz Trojanowski |
| 11 kwietnia 2021 17:00 | Raport | Pkt: Kunek 22 Zb: trzech zawodników po 6 As: Balintova 9 |                                       | Pkt: Nacickaite 17 Zb: Stanković 7 As: Hampton 5 |  | Gdynia Arena, Gdynia Sędziowie: Michał Proc, Arnauld Kom Njilo, Tomasz Trojanowski |

| 14 kwietnia 2021 19:00 | Raport | CCC Polkowice 74 – 59 VBW Arka Gdynia            | CCC Polkowice 74 – 59 VBW Arka Gdynia | CCC Polkowice 74 – 59 VBW Arka Gdynia              |  | Hala Sportowa, Polkowice Sędziowie: Robert Mordal, Maciej Krupiński, Michał Kuzia |
| 14 kwietnia 2021 19:00 | Raport | Rezultaty w kwartach: 15–26, 31–11, 18–10, 10–12 |                                       |                                                    |  | Hala Sportowa, Polkowice Sędziowie: Robert Mordal, Maciej Krupiński, Michał Kuzia |
| 14 kwietnia 2021 19:00 | Raport | Pkt: Hampton 20 Zb: Telenga 11 As: Telenga 5     |                                       | Pkt: Kastanek 15 Zb: Miškinienė 11 As: Balintova 6 |  | Hala Sportowa, Polkowice Sędziowie: Robert Mordal, Maciej Krupiński, Michał Kuzia |

| 15 kwietnia 2021 19:00 | Raport | CCC Polkowice 79 – 74 VBW Arka Gdynia                    | CCC Polkowice 79 – 74 VBW Arka Gdynia | CCC Polkowice 79 – 74 VBW Arka Gdynia           | OT | Hala Sportowa, Polkowice Sędziowie: Marcin Koralewski, Bartosz Puzoń, Mateusz Skorek |
| 15 kwietnia 2021 19:00 | Raport | Rezultaty w kwartach: 11–17, 20–27, 19–17, 19–8 OT: 10–5 |                                       |                                                 | OT | Hala Sportowa, Polkowice Sędziowie: Marcin Koralewski, Bartosz Puzoń, Mateusz Skorek |
| 15 kwietnia 2021 19:00 | Raport | Pkt: Stanković 24 Zb: Stanković 8 As: Gajda 8            |                                       | Pkt: Kunek 24 Zb: Miškinienė 15 As: Balintova 8 | OT | Hala Sportowa, Polkowice Sędziowie: Marcin Koralewski, Bartosz Puzoń, Mateusz Skorek |

| 18 kwietnia 2021 18:00 | Raport | VBW Arka Gdynia 97 – 69 CCC Polkowice            | VBW Arka Gdynia 97 – 69 CCC Polkowice | VBW Arka Gdynia 97 – 69 CCC Polkowice                     |  | Gdynia Arena, Gdynia Sędziowie: Michał Proc, Łukasz Andrzejewski, Tomasz Trojanowski |
| 18 kwietnia 2021 18:00 | Raport | Rezultaty w kwartach: 24–19, 21–13, 35–18, 17–19 |                                       |                                                           |  | Gdynia Arena, Gdynia Sędziowie: Michał Proc, Łukasz Andrzejewski, Tomasz Trojanowski |
| 18 kwietnia 2021 18:00 | Raport | Pkt: Kunek 27 Zb: Kunek 10 As: Balintova 11      |                                       | Pkt: Gertchen 14 Zb: czterech zawodników po 4 As: Gajda 6 |  | Gdynia Arena, Gdynia Sędziowie: Michał Proc, Łukasz Andrzejewski, Tomasz Trojanowski |

## Nagrody
Laureatkami nagród zostali:
- Najbardziej energetyczny zawodnik:  Marissa Kastanek (VBW Arka Gdynia)
- Największy postęp:  Klaudia Gertchen (CCC Polkowice)
- Największy wkład w promocję młodych talentów: GTK Gdynia
- Najbardziej medialny klub: CCC Polkowice

## Klasyfikacja końcowa
| Lp. | Klub                                            |
| --- | ----------------------------------------------- |
|     | VBW Arka Gdynia                                 |
|     | CCC Polkowice                                   |
|     | PolskaStrefaInwestycji Enea Gorzów Wielkopolski |
|     | FaleLokiKoki Rosmedia Basket-25 Bydgoszcz       |
| 5.  | Pszczółka Polski-Cukier AZS-UMCS Lublin         |
| 6.  | Enea AZS Poznań                                 |
| 7.  | DGT AZS Politechnika Gdańska                    |
| 8.  | CTL Zagłębie Sosnowiec                          |
| 9.  | 1KS Ślęza Wrocław                               |
| 10. | Energa Toruń                                    |
| 11. | GTK Gdynia                                      |